# Lars Larsson
Lars Larsson, noto anche come Lasse Larsson (Trelleborg, 16 marzo 1962 – Malmö, 8 marzo 2015), è stato un calciatore svedese, di ruolo attaccante.
È morto l'8 marzo 2015, a 52 anni, in seguito a una breve malattia.

## Carriera

### Club
Debutta in prima squadra con l'IFK Trelleborg, squadra minore della sua città, militante nella terza serie del campionato svedese. Dopo due stagioni, nel 1981 realizza 19 reti in 21 incontri. Passa quindi al Malmö FF con cui, dopo una stagione di assestamento, riprende una buona vena realizzativa.
Nell'estate del 1984 viene acquistato dalla squadra italiana dell'Atalanta, unitamente al connazionale Glenn Peter Strömberg. Con la squadra di Bergamo gioca solo quattro partite, anche a causa di un brutto infortunio al ginocchio che gli impedisce di esprimersi al meglio; con la squadra bergamasca segna un'unica rete, in Coppa Mitropa, nella gara vinta per 1-0 contro gli jugoslavi dell'Iskra Bugojno, poi vincitori del trofeo.
Al termine della stagione rientra in patria, vestendo nuovamente la maglia del Malmö. Qui riesce a ritagliarsi buoni spazi, tanto da aggiudicarsi la classifica dei cannonieri nella Allsvenskan 1987.
Chiude la carriera con un paio di apparizioni con il Trelleborg, nella prima divisione svedese, nel 1993.

### Nazionale
Ha giocato 9 partite con la Svezia tra il 1984 e il 1987, segnando una rete alla terza presenza nella vittoria per 2-0 contro la Cecoslovacchia il 5 giugno 1985.

## Statistiche

### Cronologia presenze e reti in nazionale
| Cronologia completa delle presenze e delle reti in nazionale ― Svezia | Cronologia completa delle presenze e delle reti in nazionale ― Svezia | Cronologia completa delle presenze e delle reti in nazionale ― Svezia | Cronologia completa delle presenze e delle reti in nazionale ― Svezia | Cronologia completa delle presenze e delle reti in nazionale ― Svezia | Cronologia completa delle presenze e delle reti in nazionale ― Svezia | Cronologia completa delle presenze e delle reti in nazionale ― Svezia | Cronologia completa delle presenze e delle reti in nazionale ― Svezia |
| Data                                                                  | Città                                                                 | In casa                                                               | Risultato                                                             | Ospiti                                                                | Competizione                                                          | Reti                                                                  | Note                                                                  |
| --------------------------------------------------------------------- | --------------------------------------------------------------------- | --------------------------------------------------------------------- | --------------------------------------------------------------------- | --------------------------------------------------------------------- | --------------------------------------------------------------------- | --------------------------------------------------------------------- | --------------------------------------------------------------------- |
| 6-6-1984                                                              | Göteborg                                                              | Svezia                                                                | 0 – 1                                                                 | Danimarca                                                             | Amichevole                                                            | -                                                                     | 78’                                                                   |
| 22-5-1985                                                             | Göteborg                                                              | Svezia                                                                | 1 – 0                                                                 | Norvegia                                                              | Amichevole                                                            | -                                                                     |                                                                       |
| 5-6-1985                                                              | Solna                                                                 | Svezia                                                                | 2 – 0                                                                 | Cecoslovacchia                                                        | Qual. Mondiali 1986                                                   | 1                                                                     | 70’                                                                   |
| 21-8-1985                                                             | Malmö                                                                 | Svezia                                                                | 2 – 1                                                                 | Polonia                                                               | Amichevole                                                            | -                                                                     | 74’                                                                   |
| 17-11-1985                                                            | Ta' Qali                                                              | Malta                                                                 | 1 – 2                                                                 | Svezia                                                                | Qual. Mondiali 1986                                                   | -                                                                     | 80’                                                                   |
| 1-5-1986                                                              | Malmö                                                                 | Svezia                                                                | 0 – 0                                                                 | Grecia                                                                | Amichevole                                                            | -                                                                     | 71’                                                                   |
| 14-5-1986                                                             | Salisburgo                                                            | Austria                                                               | 1 – 0                                                                 | Svezia                                                                | Amichevole                                                            | -                                                                     |                                                                       |
| 18-4-1987                                                             | Tbilisi                                                               | Unione Sovietica                                                      | 1 – 3                                                                 | Svezia                                                                | Amichevole                                                            | -                                                                     | 88’                                                                   |
| 12-8-1987                                                             | Oslo                                                                  | Norvegia                                                              | 0 – 0                                                                 | Svezia                                                                | Amichevole                                                            | -                                                                     | 75’                                                                   |
| Totale                                                                |                                                                       | Presenze                                                              | 9                                                                     |                                                                       | Reti                                                                  | 1                                                                     |                                                                       |

## Palmarès

### Club

#### Competizioni nazionali
- Campionato svedese: 2

Malmö FF: 1986, 1988
- Coppa di Svezia: 2

Malmö FF: 1984, 1986

#### Competizioni internazionali
- Coppa Piano Karl Rappan: 6

Malmö FF: 1984, 1986, 1987, 1988, 1990
Trelleborg: 1993